# ドリーム福島・東京号

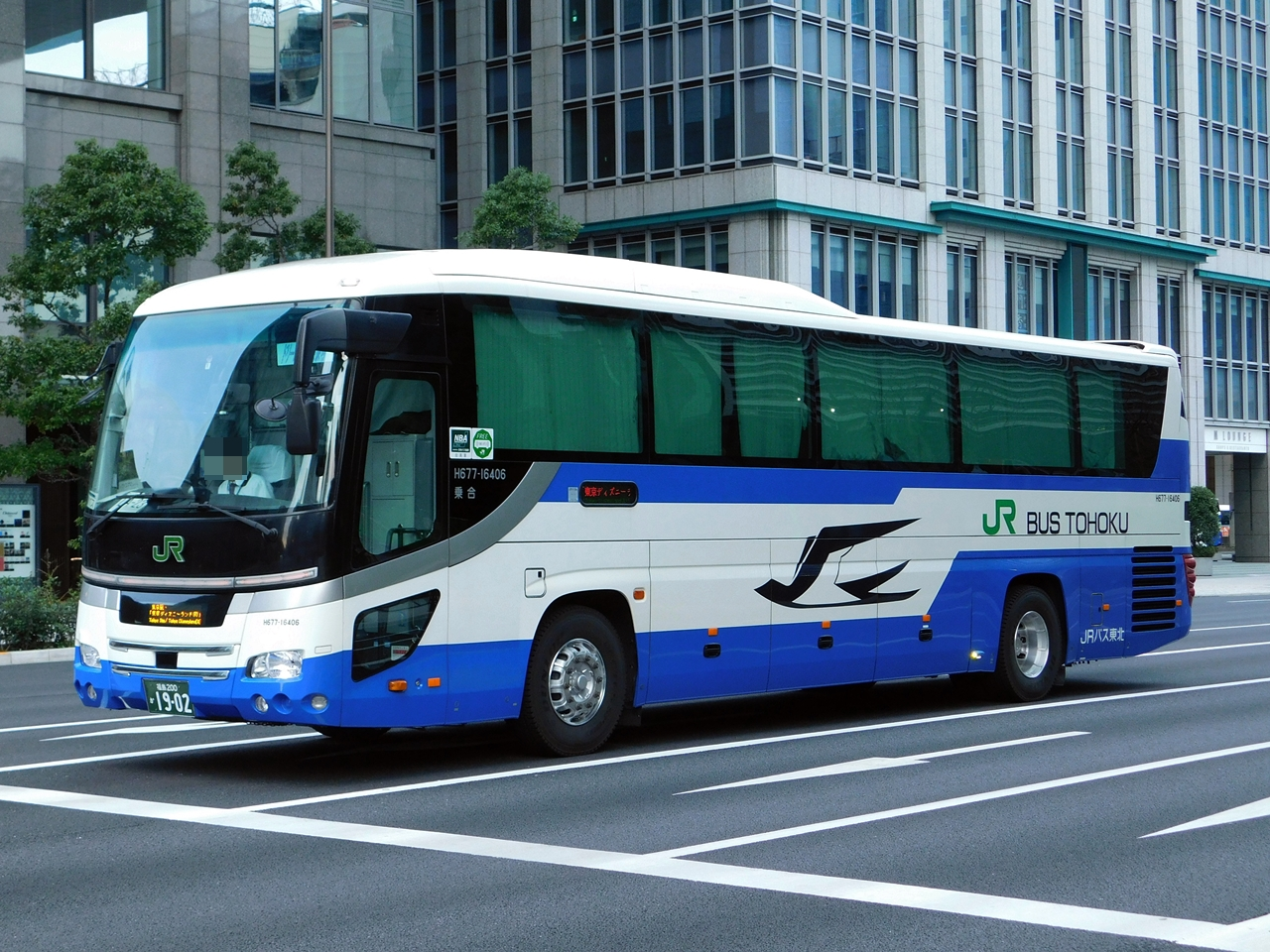
JRバス東北「ドリーム福島・東京号」 H677-16406

ドリーム福島・東京号（ドリームふくしま・とうきょうごう）は、ドリーム号の一路線で、千葉県浦安市・東京都と福島県郡山市および福島市とを結ぶ夜行高速バスである。
本稿では旧路線名のドリームふくしま・横浜号（ドリームふくしま・よこはまごう）についても記載する。

## 運行会社
- ジェイアールバス東北（福島支店）

※東京側ではジェイアールバス関東が発券及び運行支援業務を担当。

## 運行経路
東京ディズニーランド（1号車のみ発着） - 東京駅（乗車：八重洲南口、降車：日本橋口） - （首都高速道路） - （東北自動車道） - 郡山駅前（4番乗り場） - （東北自動車道） - 福島駅東口（10番乗り場）
- 福島行は阿武隈PA、東京行は羽生PAで休憩を行う[1]。他にも乗務員休憩や仮眠停車のために停車するが、降りることは出来ない。

※2018年（平成30年）12月1日より、2号車以降の続行便は東京駅発着となる。

## 運行回数
- 1日1往復。

## 運賃
2018年4月1日よりカレンダー制運賃を導入。これに伴い往復割引を廃止。詳細は事業者のサイトを確認のこと。

## 歴史
- 2006年（平成18年）10月27日 - 「ドリームふくしま・横浜号」運行開始。

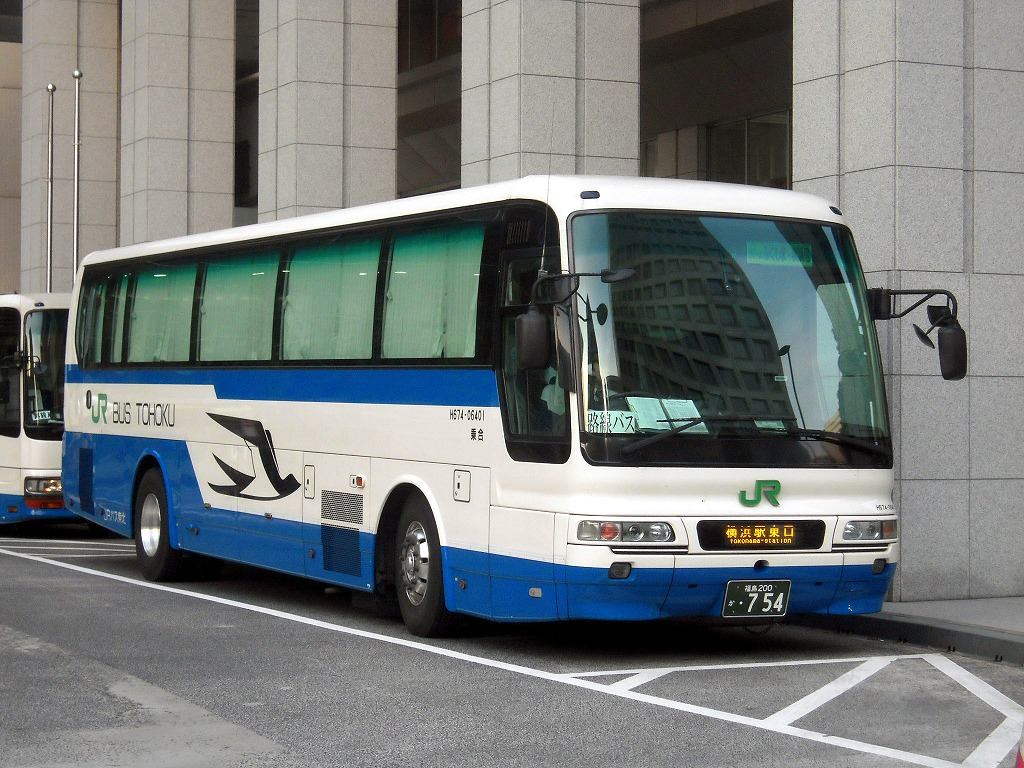
運行開始当初の「ドリームふくしま・横浜号」
H674-06401

- 2007年（平成19年）11月30日 - この日の福島出発便より、東京駅の到着地が「日本橋口」に変更。
- 2011年（平成23年）
  - 3月28日 - 同年3月11日に発生した東北地方太平洋沖地震の影響により運休していたが、この日の出発便より運行を再開。
  - 10月1日 - 福島交通の福島駅東口きっぷ売場、郡山駅前案内所での乗車券発売を開始。
- 2014年（平成26年）4月1日 - 運賃改定[3]。
- 2016年（平成28年）3月31日 - JRみどりの窓口での乗車券発売を終了（取扱いは同日乗車分まで[4]）。
- 2019年（平成31年／令和元年）
  - 4月16日 - 東京側の発着地を東京ディズニーランドに変更（1号車のみ）、横浜駅東口発着を廃止。これにより路線名を「ドリームふくしま・東京号」に改名[5]。
  - 11月1日 - 東京ディズニーランドののりばをバスターミナル・ウエストに変更[6]。
- 2020年（令和2年）
  - 3月29日 - この日より便名を「ドリーム福島・東京号」と改名[7]。
  - 4月8日 - 新型コロナウイルス感染拡大の影響により、この日より同年4月30日出発便まで運休[8]。
  - 5月11日 - この日より当面の間運休[9]。
  - 6月4日 - この日の福島発の便（上り2号、以下同じ）より（東京発（下り1号、以下同じ）は翌6月5日より）運行再開（ただし東京ディズニーランドが休園中のため、東京駅発着）[10]。
  - 7月9日 - この日の福島発の便より（東京発は翌7月10日より）東京ディズニーランド乗り入れを再開[11]。
  - 9月1日 - この日の出発便より当面の間運休[12]。
  - 9月17日 - この日の福島発の便より（東京発は翌9月18日より）運行を再開[13]。
- 2021年（令和3年）
  - 1月17日 - この日の福島発の便より（首都圏発は翌1月18日より）当面の間運休[14]。
  - 3月18日 - この日の福島発の便より（首都圏発は翌3月19日より）運行を再開[15]。
  - 5月30日 - この日の福島発の便より（首都圏発は翌5月31日より）当面の間週末等特定日のみの運行となる[16]。
  - 8月30日 - この日の福島発の便より（首都圏発は翌8月31日より）当面の間運休[17]。
  - 12月2日 - この日の福島発の便より（首都圏発は翌12月3日より）週末等限定（福島発は主に木・金・土、首都圏初は主に金・土・日。但し12月23日 - 2022年1月9日（福島発。首都圏発はいずれも翌日）は毎日運行）で運行を再開[18]。

## 使用車両
- 1号車は原則日野・セレガハイデッカー、トイレ付き3列独立シート車両で運転される。なお、2号車以降は4列シート車両にて運転することがある。

## 乗車券販売所
全席指定制なので、あらかじめ乗車券を購入しなければならない。
- 福島交通
  - 福島駅東口きっぷ売場
  - 郡山駅前案内所
- 主要旅行会社
- 高速バスネット
- 発車オ〜ライネット
- コンビニエンスストア
  - ローソン（Loppi）
  - ファミリーマート（Famiポート）
  - セブン-イレブン

## 利用状況
| 年度               | 運行日数 | 運行便数 | 年間輸送人員 | 1日平均人員 | 1便平均人員 |
| 2006（平成18）年度 | 156      | 331      | 4,329        | 27.8        | 13.1        |
| 2007（平成19）年度 | 366      | 770      | 12,064       | 33.0        | 15.7        |